# Jánské kameny
Jánské kameny je název lokality s řadou skalnatých útvarů, pozůstatků čedičové skalní zdi v Lužických horách ve výšce 587 až 604 m n. m. poblíž vsi Valy na katastrálním území obce Krompach v severní části okresu Česká Lípa v Libereckém kraji, přičemž část lokality s jednou z vyšších skal se nachází v oblasti vesnice Hain na katastru obce Oybin v okrese Zhořelec v Sasku.

## Poloha
Jánské kameny se nacházejí na katastru Krompach 675032, v geomorfologickém okrsku Hvozdský hřbet podcelku Lužických hor Lužický hřbet (podle Demka IVA-2A).

## Historie
Severně od Krompachu na česko-německých hranicích u Jánských kamenů byly na obou stranách hranice postaveny turistické chaty a také vyhlídky. První horská bouda byla postavena roku 1881 a o rok později u ní vyrostla vyhlídková plošina. Prvním hostinským byl Anton Zipper z Krompachu. Chata byla přestavěna a rozšířena o taneční sál roku 1927. Po válce ji získali mládežníci z NDR, pak byla opuštěna a začala chátrat. Rekonstrukce se dočkala až roku 2001. Na německé straně byla podobná chata postavena roku 1922.

## Chráněné území
Jánské kameny byly v turistické mapě Lužických hor z roku 1985 vyznačeny jako chráněné území, v některých dalších mapách uvedeny takto nejsou. Zachovaly se však i starší zprávy o existenci 700 metrů dlouhé žíle nefelinového živcového čediče, který má tvar přerušované zdi z kamenných sloupů. U jedné z části zdi byl (rok 1996) chátrající objekt někdejší Lužické boudy. Po roce 1990 byl proveden podrobný průzkum této lokality mezi Jánskými kameny a osadou Valy u Krompachu.

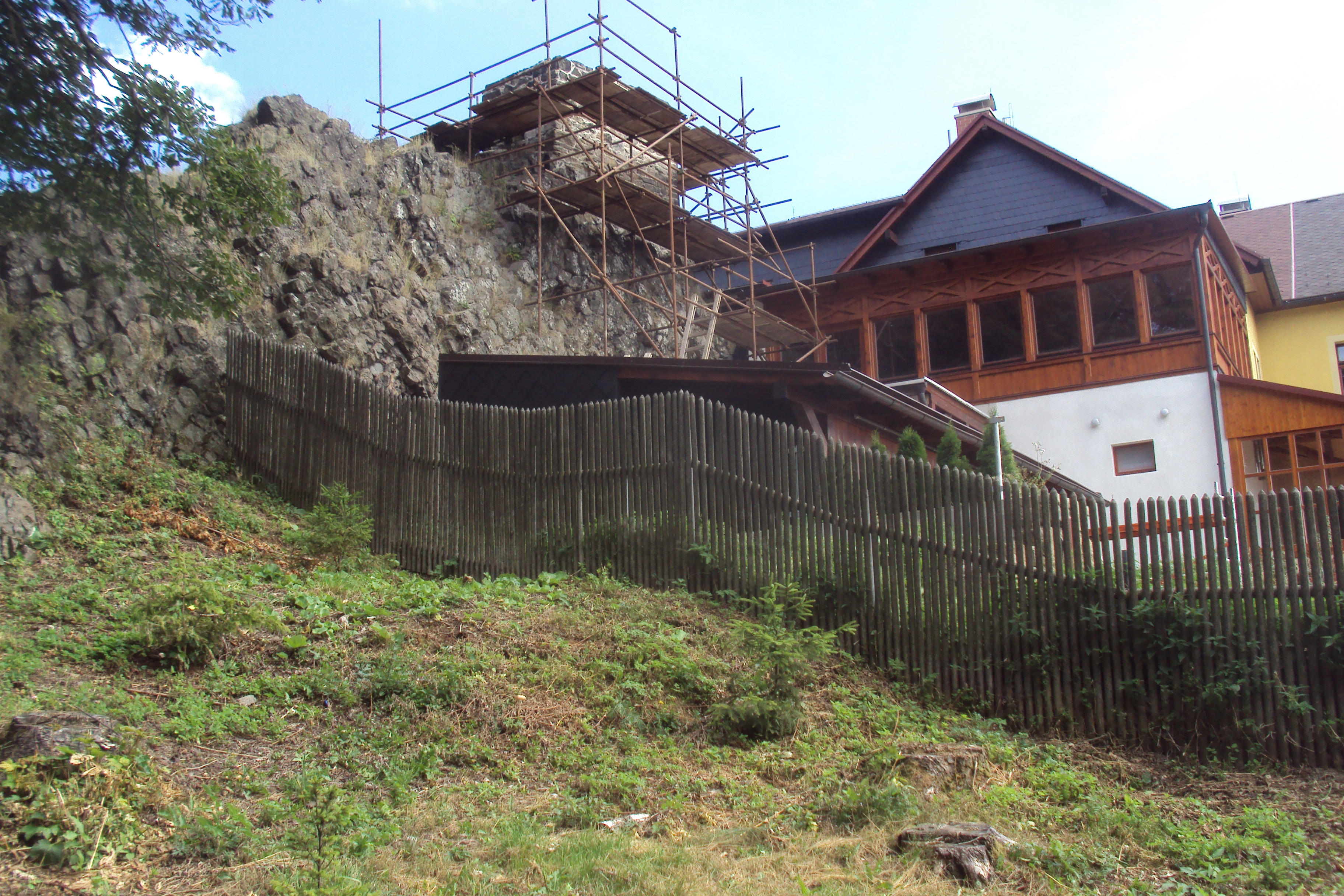
Jiný pohled na vrcholovou partii s přestavovanou stavbou

## Turistika
Lokalitou je vedena Naučná stezka Jánské kameny, která je necelý kilometr dlouhou odbočkou ze žlutě značené turistické trasy od obce Krompach do Saska přes hraniční přechod Krompach / Oybin. Na trase naučné stezky vybudované v roce 2006 jsou čtyři informační tabule věnované Jánských kamenům.